# 伊予北条駅
伊予北条駅（いよほうじょうえき）は、愛媛県松山市北条辻にある、四国旅客鉄道（JR四国）予讃線の駅である。駅番号はY48。駅案内パネルのコメントは「野生シカの生息する鹿島の駅」。2005年1月1日に松山市と合併するまでは、北条市の代表駅であった。

## 歴史
- 1926年（大正15年）3月28日：鉄道省によって開設[2]。
- 1971年（昭和46年）11月8日：貨物取扱廃止[2]。
- 1985年（昭和60年）3月14日：荷物扱い廃止[2]。
- 1987年（昭和62年）4月1日：国鉄分割民営化に伴い、四国旅客鉄道（JR四国）の駅となる[2]。
- 2021年（令和3年）
  - 3月15日：みどりの券売機プラスの利用を開始[3][4]。
  - 4月1日：みどりの券売機プラスのオペレーターとの接続を開始。
  - 5月31日：この日をもってみどりの窓口の営業を終了[4][5]。

## 駅構造
単式・島式ホーム複合型2面3線を有する地上駅。1番のりば側の線路は1線スルーの上下本線（制限速度100km/h）、2・3番のりば側の線路は上下副本線である。対向列車の行違いや貨物列車などの待避及び当駅発着で無い限り、両方向共基本的に1番のりばに入線する。

### のりば
| のりば | 路線    | 方向 | 行先                             |
| ------ | ------- | ---- | -------------------------------- |
| 1 - 3  | ■予讃線 | 上り | 今治・伊予西条・高松・岡山方面   |
| 1 - 3  | ■予讃線 | 下り | 松山・伊予市・八幡浜・宇和島方面 |

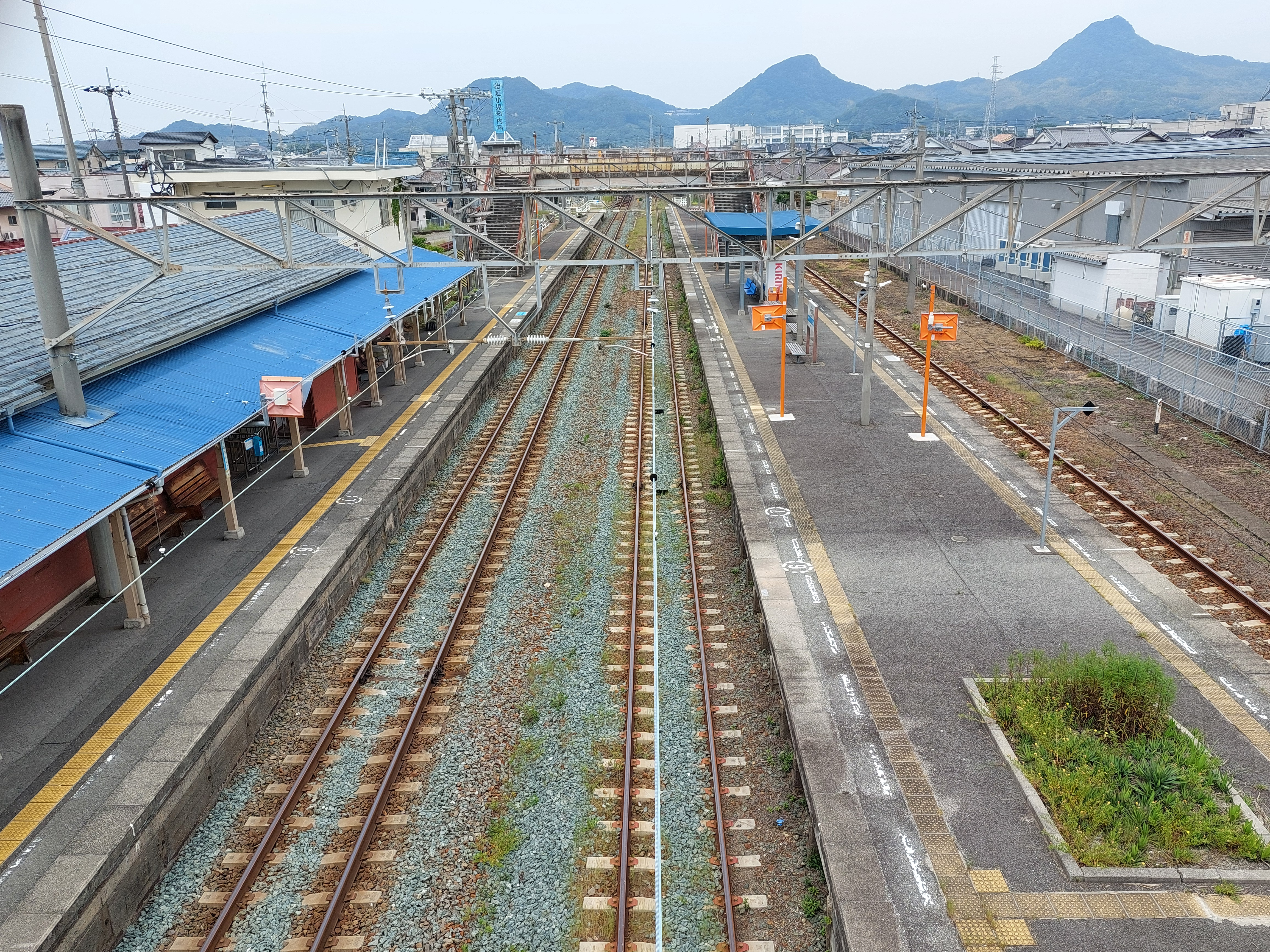
ホーム（2024年5月）

## 利用状況
2020年（令和2年）度の1日平均乗車人員は906人である。
近年の1日平均乗車人員は以下の通り。
| 年度   | 1日平均 乗車人員 |
| ------ | ---------------- |
| 2000年 | 1,792            |
| 2001年 | 1,680            |
| 2002年 | 1,599            |
| 2003年 | 1,524            |
| 2004年 | 1,541            |
| 2005年 | 1,543            |
| 2006年 | 1,529            |
| 2007年 | 1,513            |
| 2008年 | 1,492            |
| 2009年 | 1,414            |
| 2010年 | 1,348            |
| 2011年 | 1,358            |
| 2012年 | 1,335            |
| 2013年 | 1,338            |
| 2014年 | 1,330            |
| 2015年 | 1,334            |
| 2016年 | 1,264            |
| 2017年 | 1,252            |
| 2018年 | 1,187            |
| 2019年 | 1,152            |
| 2020年 | 906              |

## 駅周辺
- 松山市役所北条支所（旧・北条市役所）
- 北条港 - 北条鹿島と安居島に対して旅客船が運航されている。
- 聖カタリナ大学・聖カタリナ大学短期大学部
- 北条郵便局
- 伊予鉄バス 北条バスターミナル
- 愛媛県立北条高等学校
- フジ北条店
- 松山市立北条北中学校
- 松山市立北条小学校
- 愛媛県道179号湯山北条線（今治街道）
- 愛媛県道201号伊予北条停車場線
- 国道196号（松山北条バイパス）
- 法善寺
- 國津比古命神社
- 櫛玉比賣命神社

## 付記
- 当駅から伊予市駅までは、1990年（平成2年）に電化された区間であり、当駅始発・終着列車が多く設定されている。また、松山駅からの最終列車は旅客扱い終了後折返し松山行最終列車となる。

## 隣の駅
※当駅に停車する「しおかぜ」「いしづち」「モーニングEXP松山」（「しおかぜ」「いしづち」の停車は早朝から朝10時前までと夕方16時以降）の隣の停車駅は各列車記事を参照のこと。
四国旅客鉄道（JR四国）
■予讃線
■快速「サンポート」・■普通
大浦駅 (Y47) - 伊予北条駅 (Y48) - 柳原駅 (Y49)